# Enciclopedia Yongle
L'enciclopedia di Yongle o Yongle Dadian (lingua cinese 永樂大典T, 永乐大典S, Yǒnglè DàdiǎnP, Yung-lo Ta-tienW, lett. "Grande canone di Yongle") venne commissionata dall'imperatore Yongle della dinastia cinese Ming, nel 1403.  È l'enciclopedia generalista più antica e voluminosa; è rimasta la più grande mai scritta per 600 anni.
Nel progetto lavorarono duemila studiosi che incorporarono ottomila testi dai tempi antichi fino agli inizi della dinastia Ming, coprendo una varietà di argomenti, tra i quali agricoltura, astronomia, arte, geologia, storia, letteratura, medicina, scienze naturali, religione e tecnologia, e includendo descrizioni di eventi naturali non comuni.  L'enciclopedia, completata nel 1408 nell'antica università di Nanchino, comprendeva 22 877 capitoli in 11 095 libri, con una occupazione complessiva di spazio di 40 metri cubi.

## Trascrizione e scomparsa
A causa della mole dell'opera, non poté essere stampata tramite xilografia, e si ritiene che inizialmente ne fosse stata fatta solo una copia manoscritta.  Nel 1557, sotto la supervisione dell'imperatore Jiajing, l'enciclopedia venne salvata per poco da un incendio che demolì tre palazzi nella Città Proibita.  In seguito l'imperatore Jiajing ordinò la trascrizione di un'altra copia dell'enciclopedia.
Non si ha notizia della sorte della copia originale dell'enciclopedia. La seconda copia venne gradualmente dissipata a partire dal tardo XVIII secolo, e i circa 800 volumi che erano rimasti vennero bruciati (in un incendio appiccato dalle forze imperiali cinesi per attaccare la vicina delegazione britannica) oppure rubati o "tratti in salvo" dalle forze europee, americane e giapponesi durante la rivolta dei Boxer nel 1900. Ora sono rimasti circa 400 volumi, che si trovano in varie zone del mondo, anche se la raccolta più completa è nella Biblioteca nazionale della Cina, a Pechino.
Sulla sorte della copia originale sono state fatte quattro ipotesi:
- è stata distrutta nell'incendio di Nanchino del 1449;
- è stata bruciata nel palazzo della Purezza Celeste (nella Città Proibita), durante il regno di Jiaqing;
- è stata distrutta alla fine della dinastia Ming, assieme alla biblioteca imperiale della Città Proibita;
- è stata nascosta.